# Cypermetrine
Cypermetrine, de triviale naam voor (RS)-cyano-3-fenoxybenzyl-2,2-dimethyl-3-(2,2-dichloorvinyl)-cyclopropaan-1-carboxylaat, is een organische verbinding met als brutoformule C22H19Cl2NO3. Het is een gele stroperige vloeistof of pasta met een kenmerkende geur. De stof wordt gebruikt als insecticide.

## Toxicologie en veiligheid
De stof ontleedt bij verhitting boven 220°C met vorming van giftige dampen, onder andere waterstofcyanide en waterstofchloride.
De stof is irriterend voor de ogen, de huid en de luchtwegen. De stof kan effecten hebben op het zenuwstelsel, met als gevolg gewaarwordingen aan het gelaat zoals tintelen, jeuken of branderig gevoel.